# Тайша Абеляр
Тайша Абеляр (англ. Taisha Abelar, урождённая Мэриэнн Симко (англ. Maryann Simko)) — американская писательница и антрополог, «сталкер» из «партии» мага второго внимания Карлоса Кастанеды.
Тайша встретила Кастанеду, когда ей было 19 лет. В тот период она была студенткой Калифорнийского университета в Лос-Анджелесе, где получала свою степень магистра и доктора философии в антропологии.
В 1973 году Кастанеда купил дом на проспекте Пандоры в Лос-Анджелесе. Там практиковала Тайша, вместе с Флориндой Доннер и Кэрол Тиггс, получившие все вместе известность как «маги».
В 1974 году журнал Samurai опубликовал фотографии с ученицами Кастанеды, выполняющими приёмы каратэ. Тайша в журнале имела псевдоним «Anna Marie Carter», Флоринда Доннер — «Gina Thal».
В соответствии с философией «стирания личной истории» Кастанеды ученики поддерживали трудную завесу тайны. Они использовали многочисленные псевдонимы и вообще не позволяли никому себя фотографировать. Но после вхождения в состав группы Кастанеды Анна Мари поменяла имя на «Тайша Абеляр». Аналогично Регина Тал (Regine Thal) поменяла имя на «Флоринда Доннер» (Florinda Donner), а Катлина Полман (Kathleen Pohlman) на Кэрол Тиггс (Carol Tiggs). Тайша утверждала, что была одной из четырёх учеников Дона Хуана, и что провела год в его «волшебном доме» в Мексике.
В 1992 году выпустила книгу «Магический переход: путь женщины-воина», в которой описывает своё обучение в группе Дона Хуана.
В течение 1990-х Тайша и другие ученики Дона Хуана начали давать семинары по Тенсегрити в компании Cleargreen Incorporated, созданной Кастанедой для этих целей.
Вскоре после смерти Карлоса Кастанеды в 1998 году Тайша уехала из Лос-Анджелеса, и с тех пор о ней ничего не известно. Есть мнения, что она вместе с другими ученицами Карлоса совершила ритуальный суицид.